# La Liste 66
La Liste 66 est une série de bande dessinée d'action/espionnage en cinq tomes se déroulant dans les huit états que traverse la Route 66.
- Scénario et dessins : Éric Stalner
- Couleurs : Jean-Jacques Chagnaud

## Synopsis
Dans les années 1960, un agent infiltré du KGB, Alex Poliac, en compagnie de son fils, Rob, est contraint de fuir un mystérieux tueur en série qui élimine les uns après les autres les espions soviétiques du territoire américain. Détenteur d'une liste dangereuse et compromettante, Alex Poliac doit en effet rejoindre au plus vite la côte ouest où réside le chef du réseau. Pour cela il prend la mythique Route 66. La chasse à l'homme peut commencer.

## Albums
1. Illinois (2006)
2. Missouri (2007)
3. Kansas (2008)
4. Oklahoma / Texas (2009)
5. ... Californie (2010)

## Publication

### Éditeurs
- Dargaud : tomes 1 à 4 (première édition des tomes 1 à 4)

### Documentation
- Henri Filippini, « La Liste 66 : chasse à l'homme », dBD, no 16,‎ septembre 2007, p. 20.